# Star TV (Туреччина)
Star TV — турецький телеканал. Заснований 1 березня 1989 року в Стамбулі. Слоган — «Starsan Star'dasın» (тур. Якщо ти зірка, значить ти дивишся Star).
Перший незалежний телеканал в Туреччині. З 17 жовтня 2011 року входить в медіахолдинг Doğuş. Один з найбільших виробників серіалів в Туреччині. Заснований сином колишнього президента і прем'єр-міністра Туреччини Тургута Озала Ахметом Озалом і бізнесменом Джемом Узаном під назвою Star Magic Box. Тестове мовлення каналу почалося 5 травня 1990 року. З 4 серпня того ж року приступив до повноформатного мовлення. У вересні 2005 року через Фонд страхування ощадних вкладів Туреччини був переданий холдингу Doğan Holding. 17 жовтня 2011 року канал був проданий холдингу Doğuş Medya Grubu за $327 млн.
Створив такі серіали як «Уламки щастя», «Величне століття. Нова володарка» та інші.